# Laodemonax forticornis
Laodemonax forticornis är en skalbaggsart som beskrevs av J. Linsley Gressitt och Yves Rondon 1970. Laodemonax forticornis ingår i släktet Laodemonax och familjen långhorningar.
Artens utbredningsområde är Laos. Inga underarter finns listade i Catalogue of Life.